# Dobieszewko (województwo pomorskie)
Dobieszewko (kaszb. Môłé Dobieszewò lub Dobieszéwkò, niem. Klein Dübsow) – osada w Polsce położona w województwie pomorskim, w powiecie słupskim, w gminie Dębnica Kaszubska. Wchodzi w skład sołectwa Dobieszewo.
Na 30 czerwca 2018 liczba mieszkańców wynosiła 104. Według stanu na 30 września 2013 w osadzie mieszkało 125 osób.
W latach 1975–1998 miejscowość administracyjnie należała do województwa słupskiego.

## Nazwa
Nazwa miejscowości jest tzw. chrztem nazewniczym i ma charakter pseudotopograficzny-relacyjny. Powstała przez zdrobnienie nazwy miejscowej Dobieszewo formantem -k-. Pierwotna nazwa miejscowości Klein Dübsow, wzmiankowana po raz pierwszy w dolnoniemieckiej formie Lutken Dubbetzow w 1518, jest toponimiczną hybrydą o charakterze relacyjnym, ponowioną z nazwy miejscowości Dübsow („Dobieszewo”, o pochodzeniu słowiańskim) z wyróżnikiem klein („mały”, pierwotnie dniem. lüttken „ts.”).
Rada Języka Kaszubskiego proponuje opartą na polskiej kaszubską formę nazwy Dobieszéwkò.

## Cmentarz ewangelicki
Po północnej stronie drogi powiatowej nr 1177G prowadzącej od Dobieszewa, w odległości około 500 m na południe od osady, znajduje cmentarz jej dawnych, niemieckich mieszkańców. Założony został na planie zbliżonym do kwadratu. Do cmentarza prowadziła niegdyś aleja, wzdłuż której rosły drzewa iglaste, najprawdopodobniej świerki. Zachowały się m.in. fragmenty granitowych nagrobków.